# إيزابيل أدجاني
إيزابيل ياسمين أدجاني (بالإنجليزية: Isabelle Yasmine Adjani) ممثلة فرنسية من أصل جزائري من مواليد 27 يونيو 1955، باريس، فرنسا وحاصلة على جائزة سيزر خمس مرات.
إيزابيل أدجاني ياسمين (ولدت يوم 27 يونيو 1955)، الممثلة والمغنية. أدجاني ظهرت في 30 فلاماً فرنسيا منذ عام 1970. وقد فازت بخمسة ألقاب من عام (Possession (1981، و(One Deadly Summer (1983), Camille Claudel (198، و(Queen Margot (1994 و(Skirt Day (2009. كما تلقت ترشيحين لجائزة الأوسكار لأفضل ممثلة.

## نشأتها
أدجاني ولدت في حي المهاجرين جينيفيليرس، ضاحية باريس و(تقول بعض المصادر أن امها ألمانية اسمها أوغستا، تسمى «غوستي». وابوها أدجاني محمد شريف، كبرت في بافاريا، ألمانيا، وتتحدث الألمانية بطلاقة كاللغة الأولى. بعد الفوز بمسابقة تلاوة مدرسة، بدأت في مسرح الهواة في سن 12. في الرابعة عشرة من العمر، وقيل أنها نجمة في بلدها الأول ' بيتي لو بونيت ' (1970).

## حياتها المهنية
في عام 1981، تلقت أدجاني جائزة أفضل ممثلة للفيلم في مهرجان كان الدولي بسبب دورها في فلم "erchant Ivory"للجنة الرباعية استناداً إلى الرواية بريس جان، ولفيلم رعب حيازة. في السنة التالية، تلقت جائزة سيزر الأولى عن فيلم Possession. في عام 1984، فازت بجائزة سيزار الثانية لها عن فيلم One Deadly Summer «الصيف القاتل»
وفي عام 1989 فازت بجائزة سيزار الثالة عن الفيلم الرائع Camille Claudel الذي يحكي قصة النحاتة الفرنسية الشهيرة كاميل كلاوديل ووترشحت لجائزة أوسكار عن دورها في الفيلم، الذي رشح أيضا لجائزة الأوسكار لأفضل فيلم بلغة أجنبية. الفوز الرابع بجائزة اوسكار كان عن فيلم الملكة مارغو عام 1994 والخامس عن دورها في فيلم La journée de la jupe 2010
كانت من بين الذين اختارتهم مجلة People كواحدة من '50 امرأة جميلة في العالم

## حياتها الشخصية
لديها ابن اسمه Barnabe Nuytten ولد عام 1979 من المصور الفرنسي Bruno Nuytten ولديها ابن اسمه غابريال دي لويس ولد عام 1995 من الممثل الإنجليزي Daniel Day-Lewis
أفادت بعض وسائل الإعلام الفرنسية في عام 1987، بشكل غير صحيح أن أدجاني كانت ستموت بسبب الإيدز سببت ضجة كبيرة في الإعلام وقتها، وظهر لها لقاء على شاشة التلفزيون ينكر ذلك. وفي أكتوبر 2023 حكم عليها بالسجن 18 شهر مع وقف التنفيذ بتهمة الاحتيال الضريبي وغسيل الأموال.

## قائمة الأعمال

### الأفلام
- (1976) المستأجر
- (1979) الأخوات برونتي
- (1987) إشتار
- (1988) كميل كلوديل[13]
- (1994) الملكة مارغو
- (1995) مئة ليلة وليلة
- (2003) السيد إبراهيم[14]

## قراءة إضافية
- Adjani, Isabelle (1980). Isabelle Adjani in : Jean-Luc Douin (Hrsg.): Comédiennes aujourd'hui : au micro et sous le regard. Paris: Lherminier. ISBN 2-862-44 020-5
- Austin, Guy (2003). Foreign bodies: Jean Seberg and Isabelle Adjani, S. 91-106 in: ders., Stars in Modern French Film. Londres: Arnold. ISBN 0-340-76 019-2
- Austin, Guy (2006). Telling the truth can be a dangerous business : Isabelle Adjani, race and stardom, in : Remapping World Cinema : Identity, Culture and Politics in Film, herausgegeben von Stephanie Dennison und Song Hwee Lim, London: Wallflower Press. ISBN 1-904-76 462-2
- Halberstadt, Michèle (2002). Adjani aux pieds nus - Journal de la repentie. Paris: Editions Calmann-Lévy. ISBN 2-702-13 293-6
- Roques-Briscard, Christian (1987). La passion d'Adjani, Lausanne et al.: Favre. ISBN 2-828-90 279-X
- Zurhorst, Meinolf (1992). Isabelle Adjani. Ihre Filme - Ihr Leben. Heyne Film- und Fernsehbibliothek, Band 163. München: Heyne. ISBN 3-453-05 238-2

## وصلات خارجية
- إيزابيل أدجاني على موقع IMDb (الإنجليزية)
- إيزابيل أدجاني على موقع ميتاكريتيك (الإنجليزية)
- إيزابيل أدجاني على موقع روتن توميتوز (الإنجليزية)
- إيزابيل أدجاني على موقع مونزينجر (الألمانية)
- إيزابيل أدجاني على موقع قاعدة بيانات الأفلام العربية
- إيزابيل أدجاني على موقع ألو سيني (الفرنسية)
- إيزابيل أدجاني على موقع ميوزك برينز (الإنجليزية)
- إيزابيل أدجاني على موقع تيرنر كلاسيك موفيز (الإنجليزية)
- إيزابيل أدجاني على موقع أول موفي (الإنجليزية)
- إيزابيل أدجاني على موقع قاعدة بيانات الأفلام السويدية (السويدية)